# Отерберг
Отерберг (њем. Otterberg) град је у њемачкој савезној држави Рајна-Палатинат. Једно је од 50 општинских средишта округа Кајзерслаутерн. Према процјени из 2010. у граду је живјело 5.230 становника. Посједује регионалну шифру (AGS) 7335035.

## Географски и демографски подаци
Отерберг се налази у савезној држави Рајна-Палатинат у округу Кајзерслаутерн. Град се налази на надморској висини од 247 метара. Површина општине износи 32,1 km². У самом граду је, према процјени из 2010. године, живјело 5.230 становника. Просјечна густина становништва износи 163 становника/km².